# Флоріка (Келераш)
Флоріка (рум. Florica) — село у повіті Келераш в Румунії. Входить до складу комуни Іляна.
Село розташоване на відстані 43 км на схід від Бухареста, 64 км на північний захід від Келераші.

## Населення
За даними перепису населення 2002 року у селі проживали 658 осіб. Усі жителі села рідною мовою назвали румунську.
Національний склад населення села:
| Національність | Кількість осіб | Відсоток |
| -------------- | -------------- | -------- |
| румуни         | 588            | 89,4%    |
| цигани         | 70             | 10,6%    |